# Ernst Wetter

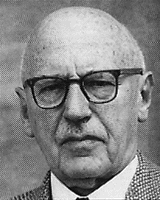
Ernst Wetter

Ernst Wetter (* 27. August 1877 in Töss (heute Winterthur); † 10. August 1963 in Zürich; heimatberechtigt in Töss, Winterthur und Zürich) war ein Schweizer Politiker (FDP). Als Bundesrat war er Finanzminister und bekleidete
einmal das Amt des Bundespräsidenten.

## Werdegang

Ernst Wetter (etwa 1920)

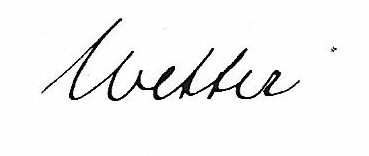
Unterschrift von Ernst Wetter

Wetter war Sekundarlehrer mit Schwerpunkt Mathematik und studierter Nationalökonom und Handelslehrer. Er sass von 1926 bis 1934 im Zürcher Kantonsrat und ab 1929 im Nationalrat.
Er wurde am 15. Dezember 1938 im ersten Wahlgang in den Bundesrat gewählt und übernahm am 1. Januar 1939 das Eidgenössische Finanz- und Zolldepartement. Er trat am 31. Dezember 1943 aus Altersgründen zurück.
Da Rudolf Minger als Vizepräsident des Bundesrates im Jahre 1940 zurücktrat, wurde Ernst Wetter 1941 direkt Bundespräsident.
Als Wetters wichtigstes Verdienst gilt die «finanzielle Landesverteidigung». Er sorgte mit seinem Einsatz für ein Kriegsfinanzierungsprogramm dafür, dass die Schweiz durch die auflaufenden Kosten nicht unnötig stark finanziell belastet wurde. Die Massnahmen Wetters haben der Schweiz fast drei Millionen Franken an Mehreinnahmen oder Minderausgaben beschert, dennoch betrug die Staatsverschuldung nach Ende des Zweiten Weltkriegs 8,5 Millionen Franken. Viele der damals eingeführten Steuern, darunter eine Wehrsteuer und die Warenumsatzsteuer (die später zur Mehrwertsteuer wurde), wurden nach dem Krieg beibehalten.
1944 ernannte ihn der Bundesrat zum Präsidenten des Nationalen Komitees der Schweizer Spende.
Er fand seine letzte Ruhestätte auf dem Zürcher Friedhof Enzenbühl.

## Wahlergebnisse in der Bundesversammlung
- 1938: Wahl in den Bundesrat mit 117 Stimmen (absolutes Mehr: 108 Stimmen)
- 1939: Wiederwahl als Bundesrat mit 152 Stimmen (absolutes Mehr: 102 Stimmen)
- 1940: Wahl zum Bundespräsidenten mit 176 Stimmen (absolutes Mehr: 89 Stimmen)